# Ballantine's Kampioenschap
Het Ballantine's Kampioenschap is een golftoernooi in Zuid-Korea dat zowel voor de Europese PGA Tour als de Aziatische PGA Tour telt.

## Geschiedenis
De eerste editie is in 2008 gespeeld en werd gewonnen door Graeme McDowell in een play-off tegen Jeev Milkha Singh.
In 2010 werd het toernooi ingekort tot drie rondes wegens regen.
De tweede editie eindigde ook in een play-off. Drie spelers stonden op gelijke score en moesten de 18de hole opnieuw spelen. Sung-Hoon Kang en Gonzalo Fernández Castaño speelden par, Jaidee maakte een birdie en haalde zijn 12de overwinning op de Aziatische Tour en zijn vierde op de Europese Tour. Robert-Jan Derksen werd vierde.
In 2014 werd het toernooi gehouden onder de naam The Championship at Laguna National. Het vond plaats in Singapore.

## Winnaars
| Jaar                            | Baan                       | Winnaar                    | Score                      | Score                      | 1ste prijs                 |
| Ballantine's Kampioenschap      | Ballantine's Kampioenschap | Ballantine's Kampioenschap | Ballantine's Kampioenschap | Ballantine's Kampioenschap | Ballantine's Kampioenschap |
| ------------------------------- | -------------------------- | -------------------------- | -------------------------- | -------------------------- | -------------------------- |
| 2008                            | Pinx Golf Club             | Graeme McDowell po         | 264                        | -24                        | € 333.330                  |
| 2009                            | Pinx Golf Club             | Thongchai Jaidee po        | 284                        | -4                         | € 350.000                  |
| 2010                            | Pinx Golf Club             | Marcus Fraser              | 201                        | -12                        | € 307,500                  |
| 2011                            | Blackstone Golf Club       | Lee Westwood               | 276                        | -12                        | € 367.500                  |
| 2012                            | Blackstone Golf Club       | Bernd Wiesberger           | 270                        | -18                        | € 367.500                  |
| 2013                            | Blackstone Golf Club       | Brett Rumford po           | 277                        | -11                        | € 367.000                  |
| Championship at Laguna National |                            |                            |                            |                            |                            |
| 2014                            | Laguna National Golf & CC  | Felipe Aguilar             | 266                        | -22                        | € 180.500                  |